# Norton, Buckland and Stone
Norton, Buckland and Stone es una parroquia civil del distrito de Swale, en el condado de Kent (Inglaterra). Tiene una población estimada, a mediados de 2020, de 498 habitantes.

## Demografía
Según el censo de 2001, Norton, Buckland and Stone tenía 337 habitantes (51,04% varones, 48,96% mujeres). El 17,21% eran menores de 16 años, el 75,37% tenían entre 16 y 74 y el 7,42% eran mayores de 74. La media de edad era de 42,13 años. Del total de habitantes con 16 o más años, el 24,01% estaban solteros, el 61,29% casados y el 14,7% divorciados o viudos. 172 habitantes eran económicamente activos, 166 de ellos (96,51%) empleados y 6 (3,49%) desempleados. Había 133 hogares con residentes y 9 vacíos.